# Cor Kools
Cornelis Wilhelmus "Cor" Kools (Teteringen, Países Bajos,  20 de julio de 1907, † Breda, Países Bajos, 24 de septiembre de 1985) fue un futbolista y entrenador neerlandés. Se desempeñaba en posición de centrocampista.

## Selección nacional
Fue internacional con la Selección de fútbol de Países Bajos en dieciséis ocasiones entre 1928 y 1930

## Clubes

### Jugador
| Club      | País         | Año                 |
| --------- | ------------ | ------------------- |
| NAC Breda | Países Bajos | 1925/26 - 1939/1940 |

### Entrenador
| Club      | País         | Año         |
| --------- | ------------ | ----------- |
| NAC Breda | Países Bajos | 1934 - 1944 |
| NAC Breda | Países Bajos | 1945 - 1947 |